# Android One S4
S4（エスヨン）は、Googleと京セラによって共同開発されたAndroidスマートフォンである。製造型番はS4-KC。

## 概要
Googleが提供するAndroid Oneブランドの端末のひとつとして、2018年2月8日にワイモバイルから発売された。
ベースモデル等は公表されていないが、のちに発売されたDIGNO Jとはハードウェアスペック等はほぼ同一でケースカバー等も互換性があるため、兄弟機として呼ばれることがある。
充電端子にはUSB Type Cが搭載。
Android Oneの基準に従い、発売から24カ月間に最低1回以上のOSアップデートと、発売から3年間のセキュリティのアップデートを毎月提供することを保証している。

## ソフトウェアアップデート
2019年4月以降、セキュリティのアップデートの場合は配信開始が公表されないため、ここに記載のものがすべてではない。
- 2018年2月22日、ビルド番号：1.010DE[6]
  - セキュリティの向上
- 2018年3月2日、ビルド番号：1.012DE[7]
  - まれに黒画面から復帰しない事象の改善
- 2018年3月22日、ビルド番号：1.013DE[8]
  - セキュリティの向上
- 2018年5月8日、ビルド番号：1.035DE[9]
  - Android 8.1へのアップデート
  - セキュリティの向上
- 2018年5月31日、ビルド番号：1.050DE[10]
  - セキュリティの向上
- 2018年6月28日、ビルド番号：1.060DE[11]
  - セキュリティの向上
- 2018年7月31日、ビルド番号：1.070DE[12]
  - セキュリティの向上
- 2018年8月30日、ビルド番号：1.080DE[13]
  - セキュリティの向上
- 2018年10月11日、ビルド番号：1.090DE[14]
  - セキュリティの向上
- 2018年10月25日、ビルド番号：1.100DE[15]
  - セキュリティの向上
- 2018年11月15日、ビルド番号：1.110DE[16]
  - セキュリティの向上
- 2018年12月20日、ビルド番号：2.120DE[17]
  - Android 9へのOSバージョンアップ
- 2019年1月30日、ビルド番号：2.130DE[18]
  - ごくまれにカメラが起動できなくなる事象の改善
  - セキュリティの向上
- 2019年2月21日、ビルド番号：2.140DE[19]
  - セキュリティの向上
- 2019年3月19日、ビルド番号：2.150DE[20]
  - セキュリティの向上
- 2019年4月18日、ビルド番号：2.160DE[21]
  - ビデオ撮影時に録画開始が遅くなる場合がある事象の改善
  - セキュリティの向上
- 2019年5月30日、ビルド番号：2.170DE
  - セキュリティの向上
- 2019年7月16日、ビルド番号：2.180DE
  - セキュリティの向上
- 2019年8月1日、ビルド番号：2.191DE[22]
  - 再起動を繰り返す場合がある事象の改善
  - ディスプレイ消灯時、通知ランプが点滅しない事象の改善
  - セキュリティの向上
- 2019年8月28日、ビルド番号：2.200DE
  - セキュリティの向上
- 2019年9月19日、ビルド番号：2.210DE
  - セキュリティの向上
- 2019年10月17日、ビルド番号：2.220DE
  - セキュリティの向上
- 2019年11月20日、ビルド番号：2.230DE[23]
  - 電池もちが悪くなる場合がある事象の改善
  - セキュリティの向上
- 2019年12月19日、ビルド番号：2.240DE
  - セキュリティの向上
- 2020年2月27日、ビルド番号：3.251DE[24]
  - Android 10へのOSバージョンアップ
  - 緊急通報（110番、118番、119番）がごくまれに接続できない場合がある事象の改善
  - セキュリティの向上
- 2020年5月11日、ビルド番号：3.261DE[25]
  - 端末起動時の動作安定性の向上
  - USIMカードに関わる機能の動作安定性の向上
  - セキュリティの向上
- 2020年6月18日、ビルド番号：3.270DE
  - セキュリティの向上
- 2020年7月21日、ビルド番号：3.280DE
  - セキュリティの向上
- 2020年8月31日、ビルド番号：3.290DE
  - セキュリティの向上
- 2020年9月24日、ビルド番号：3.300DE
  - セキュリティの向上
- 2020年11月9日、ビルド番号：3.310DE
  - セキュリティの向上
- 2020年11月30日、ビルド番号：3.320DE
  - セキュリティの向上
- 2021年1月7日、ビルド番号：3.330DE
  - セキュリティの向上
- 2021年2月2日、ビルド番号：3.340DE
  - セキュリティの向上
- 2021年2月25日、ビルド番号：3.350DE[26]
  - 緊急通報（110番、118番、119番）に接続できない場合がある事象の改善
  - セキュリティの向上